# Herbignac

Herbignac este o comună în departamentul Loire-Atlantique, Franța. În 2009 avea o populație de 5,581 de locuitori.